# Língua aricapu
O arikapú ou maxubí é uma língua pertencente ao tronco linguístico macro-jê. A língua é falada no Brasil no estado de Rondônia pelos índios aricapus.

## Falantes
Em 2015, as duas irmãs Nazaré Wadjidjika Arikapu e Nambuika Arikapu ainda sabem falar a língua.

## Vocabulário
Alguns nomes de plantas e animais na língua arikapu (Ribeiro 2008):
| \| Arikapu \| Português \| Taxonomia \| Nome científico \| \| --------------------- \| --------------------------------------------------------------------------------------------------------------------------------------------------- \| ----------------------------------------------------------------------------- \| -------------------------------------------- \| \| ʔakakaʊ \| cancão-grande \| (ave falconiforme) \| Daptrius americanus \| \| ʔapəɪratʃi \| cacau-manso \| (planta da família das esterculiáceas) \| Theobroma cacao \| \| ʔarata \| arara-amarela \| (ave da família dos psitacídeos) \| Ara ararauna \| \| ʔariɔ \| maguari \| (ave da família dos ciconiformes, ardeídea) \| Ardea herodias \| \| ʔarɨ̃mbɨ \| tarumã \| (árvore da família das verbenáceas) \| \| \| ʔarɨkɨwa \| jacamim \| (ave da família dos ralídeos) \| Psophia crepitans \| \| ʔarɨkɨwa mbiriɔ \| formiga-carioca \| \| Eciton burchellii \| \| ʔarokəɪ \| morcego \| (genérico para os mamíferos quirópteros) \| \| \| ʔarɔ \| jacu \| (ave da família dos cracídeos) \| Penelope jacquacu \| \| ʔarɔ mbrəɪ \| aracuã \| (ave da família dos cracídeos) \| Ortalis ruficauda \| \| ʔataʊ \| seringa \| (árvore da família das euforbiáceas) \| Hevea spp. \| \| ʔataʊ ku \| seringueira \| (árvore que produz látex) \| \| \| ʔatawa \| patoá, patauá \| (palmeira da família das arecáceas) \| Oenocarpus bataua \| \| ʔatawa mbrəɪ \| bacaba \| (semelhante ao patoá, espécie que possui o caroço menor) \| \| \| ʔaʊnɐ̃ \| preguiça, bicho-preguiça \| (mamífero desdentado da família dos bradipodídeos) \| Bradypus torquatus \| \| mbɛkɨ \| cana-de-açúcar \| (árvore da família das gramíneas) \| Saccharum officinarum \| \| mbɛrɛ \| jibóia \| (réptil) \| Boa sp. \| \| mbəhɐ̃ \| mulungu, tento \| (árvore da família das leguminosas – papilionoídeas) \| Erythrina verna \| \| mbəhɐ̃ \| abiu \| (árvore da família das sapotáceas) \| Pouteria caimito \| \| mbəɪtowəɪ \| bem-te-vi \| (ave passeriforme da família dos tiranídeos) \| Pitangus sulphuratus \| \| mbəɪtʃi \| mutum-cavalo \| (ave da família dos cracídeos) \| Mitu tuberosa \| \| mbəɪtʃi nurɐ̃ʊ̃ \| cigana \| (ave da família dos opistocomídeos) \| Opisthocomus hoazin \| \| mbəɪtʃiriɔ \| taxi \| (certa formiga) \| Pseudomyrmex sp. \| \| mbəpə \| bambu; taboca \| (árvore da família das gramíneas) \| \| \| mbəpətʃi \| bambu \| \| \| \| mbətaɪ \| côco (do aricuri) \| \| \| \| mbətaɪ \| cumaru-ferro \| (árvore da família das papilionoídeas) \| Dipteryx ferrea \| \| mbiʔɨkõɐ̃ \| perereca sp. \| (anfíbio anuro arborícola da família dos hilídeos) \| Hyla boans \| \| mbikraɪmɐ̃ʊ̃ \| araponga \| (certo tipo de pássaro da família dos cotingídeos) \| \| \| mbiɔ \| abelha \| (genérico para os insetos himenópteros, cosmopolitas, da família dos apídeos) \| \| \| mbitʃɔ \| mel de abelha \| \| \| \| mbikəɪtʃi \| uruçu-boi \| \| \| \| mbimɐ̃ʊ̃ \| bejuí \| \| \| \| mbitʃõmbi \| abelha (que corta cabelo) \| \| \| \| mbi mi ndə \| abelha-da-terra \| \| \| \| mbirɛ nurɐ̃ʊ̃ \| formiga-do-jacamim \| \| Eciton sp. \| \| mbiriɔ \| tapiu \| (certo tipo de formiga grande) \| \| \| mbiriɔ mbrəɪ ɐ̃ŋĩõ \| formiga-de-fogo \| \| Solenopsis sp. \| \| mbirɨ \| macaco-prego \| (mamífero primata) \| Cebus sp. \| \| mbiruɔ \| certa formiga \| \| Cephalotes atratus \| \| mbitərɨ \| beija-flor \| (ave da família dos troquilídeos, termo genérico) \| \| \| mbitərɨuka \| maracujá \| (planta da família das passifloráceas) \| Passiflora spp. \| \| mbitota \| mururé, fruta preta, de caroço grande \| (árvore da família das moráceas) \| Brosimum acutifolium \| \| mbitɔjɔ \| urtiga \| (planta da família das urticáceas) \| Urera sp. \| \| mbitɔjɔ tʃika \| jurubeba \| (planta da família das solanáceas) \| \| \| mbitʃi \| macaco-de-cheiro \| (mamífero primata) \| Saimiri sciureus \| \| mbitʃi mbrəɪ \| sagüi; macaco-de-cheiro \| (mamífero primata da família dos calitriquídeos) \| \| \| mbitʃi Ṽrɐ̃ɪ̃ \| anu \| (ave da família dos cuculídeos) \| Crotophaga sp. \| \| mbɨkɔtʃi \| mamão \| (planta da família das caricáceas) \| Carica papaya \| \| mbɨkɔtʃi tʃika \| melancia, literalmente, mamão com rama \| (planta da família das cucurbitáceas) \| Citrullus lanatus \| \| mbɨkraɪ \| ave \| (genérico) \| \| \| mbɨkraɪ mbrəɪ kamurɐ̃ʊ̃ \| galo-da-campina \| (ave da família dos fringilídeos) \| \| \| mbɨkraɪ kərɨɔ \| inambu-anhangá \| (ave da família dos tinamídeos) \| Crypturellus variegatus \| \| mbɪ \| jenipapo, utilizada para pintura \| (árvore da família das rubiáceas) \| Genipa americana \| \| mbokṼtʃiwɛ \| pium \| (inseto da família dos dípteros) \| Simulium sp. \| \| mbṼmboi \| taquara \| (bambu sp.) \| \| \| mbotʃi \| macaco-da-noite, tem o olho pequeno como característica marcante \| (mamífero primata da família dos cebídeos) \| Aotus trivirgatus sp. \| \| mbrɨ \| mamuí, árvore cheia de espinho \| (árvore da família das bombacáceas) \| \| \| mbrɨrɛ \| gongo do mamuí \| \| \| \| mbu \| cará, batata \| (planta da família das dioscoreáceas) \| Dioscorea spp. \| \| mbu tʃitʃi \| cará grande \| (planta da família das dioscoreáceas) \| Dioscorea spp. \| \| mburɛ \| macaxeira \| (arbusto da família das euforbiáceas) \| Manihot utilissima \| \| mburɛ ʔɨ \| caxiri (literalmente, bebida da macaxeira) \| \| \| \| ndəɪtʃipariɔ \| saci, matim-taperera \| (ave da família dos cuculídeos) \| Tapera naevia \| \| ndəra \| bacuri \| (árvore da família das clusiáceas) \| Platonia insignis \| \| ndəra tʃõmbi \| pitomba \| (árvore da família das sapindáceas) \| Talisia spp. \| \| ndə̃ndə \| bicheira, berne, ora \| \| \| \| ndə̃ndə \| larva branca de certa mosca \| \| \| \| ndə̃ndə \| mosca “cabeça branca” \| \| Musca domestica \| \| ndɨda \| certo tipo de fruta comestível, preta, doce, cheirosa e de consistência viscosa, melada \| \| \| \| ndurutʃu \| verme \| (genérico) \| \| \| ndurutʃu rɛ \| lombriga \| \| \| \| ʔəka \| mãe-da-chuva \| (anfíbio) \| Leptodactylus knudseni \| \| ʔəkaɪkawəɪ \| macucau \| (ave da família dos tinamídeos) \| Crypturellus undulatus \| \| ʔəkraɪ \| escorpião \| (artrópode arácnido da ordem dos escorpiones) \| \| \| ʔənə̃ \| murumuru \| (palmeira semelhante ao aricuri, porém com espinho, da família das arecáceas) \| Astrocaryum murumuru \| \| ʔərəʊ \| breu do jatobá; luz (lamparina) \| \| \| \| ʔətəɪ \| paca \| (mamífero roedor da família dos cuniculídeos) \| Cuniculus paca virgata \| \| hɐ̃ \| semente, caroço \| \| \| \| hɐ̃ \| palmito \| \| \| \| hɐ̃kə \| lamparina (breu do jatobá) \| \| \| \| hɔhɔ \| socó-grande \| (ave ciconiforme da família dos ardeídeos) \| Ardea cocoi \| \| ka \| fruta \| (genérico) \| \| \| ku kaka \| fruta \| (genérico) \| \| \| kabũmbu \| fruto de uma palheira semelhante ao marajá, que cresce em cachos (“marajá-grande”) \| \| \| \| kadɨdɨ \| marajá \| (planta da família das arecáceas) \| Bactris spp. \| \| kaɪkakə \| caranguejo \| (crustáceo spp.) \| \| \| kaɪkakə mbrəɪ \| siri \| (crustáceo spp.) \| \| \| kaɪnurɐ̃ʊ̃ \| inambu-galinha \| (ave da família dos tinamídeos) \| Tinamus guttatus \| \| kakaraɔ \| alencó \| (ave anseriforme, paludícola, da família dos anhimídeos) \| \| \| kakaraɔ mɐ̃ʊ̃ \| garça spp. \| (ave ciconiforme da família dos ardeídeos) \| Casmerodius alba; Egretta spp. \| \| kamə̃tə \| bacuri-de-anta \| (árvore da família das clusiáceas) \| \| \| karaɪ \| mandi-sapo \| (peixe liso da família dos teleósteos siluriformes spp.) \| \| \| karaɪ mɐ̃ʊ̃ \| mandi-branco \| (peixe teleósteo, siluriforme da família dos pimelodídeos) \| Pimelodus \| \| karawa \| machado \| \| \| \| karawa tʃɔkɔ \| carapanaúba, peroba, árvore da qual extraem material para confecção do cabo do machado \| (árvore da família das apocináceas) \| Aspidosperma spp. \| \| karawa tʃɔkɔ \| pau d'arco \| (árvore da família das bignoniáceas) \| Tabebuia guayacan \| \| karawaʊka \| acará, cará \| (peixe teleósteo perciforme da família dos ciclídeos) \| \| \| karɨrɨɔ \| cupim \| \| \| \| karɨrɨɔ ka \| cupinzeiro, ninho de cupim \| \| \| \| karɨwa \| lagarta que come a palha do aricuri \| \| \| \| kaʊprɛhɛ \| mururé amarelo sp. \| \| \| \| kaʊtʃi \| moqueca \| \| \| \| kawɛɔ \| surucucu, pico-de-jaca \| (réptil da família dos viperídeos) \| Lachesis mutus \| \| kawɛɔ \| jandaia, maracanã-pescoço-amarelo \| (ave psitaciforme da família dos psitacídeos) \| Ara auricollis \| \| kawɛɔ mbrəɪ \| ararinha \| (ave psitaciforme, da família dos psitacídeos) \| Aratinga leucophthalmus \| \| kɛrɛrɛ \| periquito-estrela \| (ave psitaciforme da família dos psitacídeos) \| Brotogeris sanctithomae \| \| kɛ̃rɛ̃ \| arumã \| (erva da família das marantáceas) \| Ischnosiphon \| \| kəɪβɛ \| rato, genérico \| (mamífero roedor murídeo) \| \| \| kəɪβɛnurɐ̃ʊ̃ \| mucura-xixica, certo tipo de mamífero marsupial \| \| \| \| kərəpo mə̃təkaɔ \| pinto-do-mato-coroado \| (ave da família dos formicarídeos) \| Formicarius colma \| \| kətʃika \| lixeiro; lixo \| (dileniácea) \| \| \| kəwɛtʃi \| fava \| (planta da família das leguminosas papilionoídeas) \| \| \| kəwɛwɛ \| ave maior que o araçari, branca com vermelha, de bico comprido, alimenta-se de ovo de galinha \| \| \| \| koɐ̃mbri \| urucu, fruta ; corante (para tecidos) \| (árvore da família das bixáceas) \| Bixa orellana \| \| kokorə \| cigarra grande \| (inseto homópteros da família dos cicadídeos sp.) \| \| \| koo \| batata-doce (come-se cru chupando, tem muito caldo) \| (da família das convolvuláceas) \| Ipomoea batatas \| \| kora \| onça \| (mamífero carnívoro da família dos felídeos) \| Felis concolor \| \| kora \| cão \| (mamífero carnívoro canídeo) \| Canis familiaris \| \| kora mbrəɪ \| cachorro-do-mato \| \| \| \| kora mbi ʔɨ ndə \| ariranha, onça-d'água, cachorro-d'água \| (mamífero carnívoro) \| Pteronura brasiliensis \| \| kora mbi ndə \| lontra \| (mamífero mustelídeo aquático) \| Lutra longicaudis \| \| kora kərɨɔ \| onça-preta, jaguar \| \| \| \| kora kuɔ \| onça-pintada \| \| \| \| kora nurɐ̃ʊ̃ \| onça-vermelha \| \| \| \| koraɔ ɲimɛ \| mão-de-cachorro \| (espécie de fruta) \| \| \| kora tʃikrə \| pariri \| (remédio de cachorro; sapotácea) \| Pouteria durlandii \| \| koraɔ ɲimɛ \| espécie de fruta semelhante à mão de cachorro, de casca verde \| \| \| \| koritʃi \| queixada \| (mamífero artiodáctilo da família dos taiaçuídeos) \| Tayassu pecari \| \| koritʃi ɲiwiɔ \| porco doméstico \| (mamífero artiodáctilo da família dos suídeos; porco-com-rabo) \| \| \| koritʃi mbrəɪ \| caititu \| (porquinho; mamífero artiodáctilo da família dos taiaçuídeos) \| Tayassu tajacu \| \| kororɛ \| gongo do murumuru (bicho-do-coco, larva de besouro, comum no interior do fruto de várias palmáceas) \| \| \| \| kotaɪ \| cigarra \| (inseto homóptero da família dos cicadídeos) \| \| \| kotaɪ \| cigarra miúda, semelhante ao gongo (tirada da terra) \| \| \| \| kɔkɔrə \| inambu-chorão \| (ave da família dos tinamídeos) \| Crypturellus strigulosus \| \| kɔkɔrə \| corocoró \| (ave ciconiforme) \| Mesembrinibis cayennensis \| \| kɔpɨ \| (mamífero roedor lagomorfo da família dos leporídeos, Sylvilagus brasiliensis) \| (mamífero roedor lagomorfo da família dos leporídeos) \| Sylvilagus brasiliensis \| \| kɔto \| zogue-zogue \| (mamífero primata, da família dos cebídeos) \| Callicebus torquatus \| \| kɔtɔ \| cumaru-de-cheiro \| (planta da família das papilionoídeas) \| Dipteryx sp. \| \| kraɪhĩrĩṼ \| banana-najá \| (planta da família das musáceas) \| Musa \| \| krəkrə \| feijão \| (planta da família das leguminosas, subfamília das papilionoídeas) \| Phaseolus spp. \| \| krəkrə kərɨɔ \| feijão preto \| \| \| \| krəkrə hɐ̃ mɐ̃ʊ̃ \| feijão-branco \| \| \| \| krəkrə hɐ̃ nurɐ̃ʊ̃ \| feijão vermelho \| \| \| \| krikri \| grilo-toupeira \| (inseto ortóptero da família dos grilotalpídeos) \| \| \| krɔkrɔ \| pilão, feito de cumaru \| (árvore da família das papilionoídeas) \| \| \| kujutʃirɛ \| centopéia, inseto que gruda em árvores \| (artrópode da classe dos quilópodes) \| \| \| kujutʃirɛ \| animal semelhante ao piolho-de-cobra, vive na água e é comestível \| \| \| \| kukamṼtɔ \| totorobá \| (planta da família das sapotáceas) \| \| \| kukri \| jacaré; jacaretinga \| (réptil crocodiliano da família dos aligatorídeos) \| Caiman crocodilus \| \| kukrikərɨɔ \| jacaré-preto; jacaré-açu \| (réptil crocodiliano da família dos aligatorídeos) \| Melanosuchus niger \| \| kumɛ \| paxiubinha, árvore usada para fazer vassoura \| (planta da família das arecáceas) \| Iriartella setigera \| \| kumɛ ndʒiri \| raiz da paxiúba (com a qual se fabrica o ralo) \| \| \| \| kumɛ \| capemba, folha larga e consistente que se desprende do mangará \| \| \| \| kuɲĩ \| espinho de árvore \| \| \| \| ku-ɲĩ \| ralo, raiz da paxiúba \| \| \| \| kuɲĩ \| cuandu sp. \| (mamífero roedor histricomorfo da família dos eretizontídeos) \| Coendou prehensilis \| \| kuɲika \| abacaxi; abacate (nome adotado, segundo dona Nazaré Arikapu) \| \| \| \| kunuraʊ \| cumaru de ferro, certo tipo de árvore grande e vermelha, na qual os japus costumam fazer os seus ninhos (a árvore) \| \| \| \| kunurɐ̃ʊ̃ \| garapeira sp. \| \| \| \| kuraɪmbrəɪ \| jupará, gogó-de-sola \| (mamífero carnívoro da família dos procionídeos) \| Potos flavus \| \| kurəɪ \| veado-mateiro \| (mamífero artiodáctilo da família dos cervídeos) \| Mazama americana \| \| kurəɪ mɐ̃ʊ̃ \| veado-catingueiro; veado-branco \| (mamífero artiodáctilo da família dos cervídeos) \| Mazama spp. \| \| kurəɪ nurãʊ̃ \| veado-vermelho \| (mamífero artiodáctilo da família dos cervídeos) \| \| \| kurəɪ rukrɛ \| veado-galheiro \| (mamífero artiodáctilo da família dos cervídeos spp.) \| \| \| kutʃaʊ \| bacurau \| (ave caprimulgiforme da família dos caprimulgídeos) \| Caprimulgus spp. \| \| kutʃaʊtʃi \| trinca-culhão, pentelho-de-velha \| (formiga) \| Odontomachus chelifer \| \| kuwaɪ \| quina \| (planta amarga da família das rubiáceas) \| Cinchona \| \| kũmbritʃiprika \| paxiúba-barriguda \| (árvore da família das arecáceas) \| Socratea exorrhiza \| \| kũmbrəɪ \| amendoim \| (planta da família das papilionoídeas) \| Arachis hypogaea \| \| kũmbrəɪ hɐ̃ mɐ̃ʊ̃ \| amendoim branco \| \| \| \| kũmbriprika \| samaúma \| (planta da família das bombacáceas) \| Ceiba pentandra \| \| makɔ \| tacacá, iguaria preparada com macaxeira \| \| \| \| matʃi \| haste de capim \| \| \| \| mbrɐ̃ɪ̃ \| cobra, genérico \| \| \| \| mbrɐ̃ɪ̃ kaɪ tʃi \| cobra-de-duas-cabeças \| (réptil da família dos anfisbenídeos) \| Amphisbaena fuliginosa \| \| mbrɐ̃ɪ̃ ndumbuɔ \| cobra-papagaio \| (réptil da família dos boídeos) \| Corallus caninus \| \| mbrɐ̃ɪ̃ nurɐ̃ʊ \| cobra-coral \| (réptil da família dos elapídeos) \| Micrurus spp. \| \| mbrɐ̃ɪ̃ pakatə \| soldado de saúva; certo tipo de cobra que vive no ninho das saúvas, ser mitológico, dizem ser venenosa (os brancos); espírito de morto transformado \| \| \| \| mbrɐ̃ɪ̃ rukrɛ \| sucuri \| (réptil da família dos boídeos) \| Eunectes murinus \| \| mbrɐ̃ɪ̃ tʃɔ̃mbi \| cobra-jararaca \| (réptil da família dos viperídeos) \| Bothrops atrox \| \| mbrɐ̃ɪ̃ kapɨ \| cobra-verde \| (réptil da família dos colubrídeos) \| \| \| mbrɐ̃ɪ̃ kərɨɔ \| muçurana \| (réptil da família dos colubrídeos) \| Clelia clelia \| \| mbrɐ̃ɪ̃ tɨbɨrə \| caninana \| (réptil da família dos colubrídeos) \| \| \| mbrɐ̃ɪmbrɐ̃ɪ \| papagaio-madeira \| (ave psitaciforme da família dos psitacídeos) \| Amazona amazonica \| \| mbrɛ̃ \| taioba, taro, ocumo \| (planta da família das aráceas) \| Xanthosoma sagittifolium \| \| mɛmɛ \| cuia, cabaça, fruto da cuieira \| (árvore da família das bignoniáceas) \| Crescentia cujete \| \| mɛpĩɔ̃ \| saúva, tanajura, espécie comestível \| (formiga da família dos formicídeos spp.) \| Atta \| \| mɛpĩɔ̃ prika \| tanajura \| (fêmeas aladas das diversas spp.) \| \| \| mɛpĩɔ̃ nɐ̃hĩɔ̃ \| pragas, saúva \| \| \| \| mɛpĩɔ̃ \| tataíra \| (espécie de abelha da família dos meliponíneos) \| Oxytrigona tataira \| \| miako \| jabuti \| (quelônio da família dos testudinídeos) \| \| \| miako mbi ɨ də \| tracajá (literalmente, jabuti d'água) \| (tartaruga de água doce, da família dos pelomedusídeos) \| Podocnemis unifilis \| \| minũ \| peixe \| (genérico) \| \| \| minũ rukrɛ \| certo tipo de tucunaré grande \| (peixe da família dos ciclídeos) \| \| \| minũ rukrɛ \| piraíba \| (peixe liso) \| \| \| minũ nurɐ̃ʊ̃ \| pirarara \| (peixe liso) \| Phractocephalus hemioliopterus \| \| minũ tʃukri \| peixe-cachorro \| (da família dos caracídeos) \| Acestrorhynchus spp. \| \| minũ tahaɪ \| cangati \| (peixe liso) \| Trachycorystes trachycorystes \| \| minũ ɲi nurɐ̃ʊ̃ \| matrinxã (literalmente, peixe de carne vermelha) \| (peixe da família dos caracídeos) \| Brycon sp. \| \| minũ rukrɛ \| surubim \| (peixe liso) \| Pseudoplatystoma fasciatum \| \| minũ nduku tʃiɔ \| curimatã, quebra galho \| \| \| \| minũ hɐ̃karɛ nurɐ̃ʊ̃ \| piaba, lambari \| (peixe teleósteo, caraciformes da família dos caracídeos) \| \| \| minũ mbrɐ̃ də \| muçum \| \| Synbranchus marmoratus \| \| minũ ɲiwiɔ nurɐ̃ʊ \| peixe semelhante à piaba, um pouco maior, com o rabo vermelho, rabo de fogo \| \| \| \| minũrɛ̃ \| sarna \| \| \| \| mirɛ̃ \| caba, nome dado no norte do Brasil à abelha, vespa \| \| \| \| mirɛ̃ taotʃitʃi \| tatucaba \| \| Synoeca cyanea \| \| mirɛ̃ \| caba-rajada \| \| \| \| mirɛ̃ prɛmɛ rɐ̃ \| beijucaba (em forma de prato, não voa de dia) \| \| Apoica pallida \| \| mirɛ̃ tʃɔ̃mbi \| tapiucaba \| (perto de ninho de japins) \| Polybia dimidiata \| \| mirɛ̃ nurɐ̃o \| caba-de-oco (vive com formigas) \| \| \| \| mirɛ̃ ʔatawka \| caba-borracha \| \| \| \| mĩhĩhĩ \| açaí, espécie baixa \| (espécie de palmeira da família das ceroxilíneas) \| \| \| mũpũrɛ̃ \| lagarta sp. \| \| \| \| nɐ̃waɪ \| timbó (cipó de envenenar) \| \| \| \| nərə \| jatobá \| (cesalpinoídea) \| Hymenaea courbaril \| \| nə̃wə \| anta \| (mamífero artiodáctilo) \| Tapirus terrestris \| \| nə̃wəmbiɔ \| capivara \| (mamífero roedor) \| Hydrochaeris hydrochaeris \| \| nɔrɨrɨ \| imbaúba \| \| Cecropia spp. \| \| nũrã \| tucum \| (arecácea) \| Astrocaryum sp. \| \| ɲika \| barra de urucu, conhecido na região como colorau (tempero usado para dar uma cor avermelhada a alguns pratos) \| \| \| \| ɲikaɪkakə \| anel \| \| \| \| ɲĩɲĩ \| fruta de dentro da casca do amendoim \| \| \| \| ʔoka \| araçari, ave de papo vermelho, bicudo \| (certo tipo de ave da família dos ranfastídeos) \| Pteroglossus sp. \| \| ʔoka \| tucanuçu \| (ave piciforme, Ramphastidae) \| Ramphastos toco \| \| ʔokakara \| jaburu \| (ave ciconídea) \| Jabiru mycteria \| \| ʔokra \| alicorne, anhuma \| (ave anatídea esp.) \| \| \| ʔoɲirɛ \| lesma \| (esp.) \| \| \| ʔora \| aricuri \| (arecácea) \| Attalea sp. \| \| ʔoraɲi \| cogumelo, um certo tipo preto comestível \| \| \| \| ʔorə \| castanha-do-pará \| (lecitidácea) \| Bertholletia excelsa \| \| ʔorə kakə \| bodó, acari, cascudo \| (peixe armado, locarídeo) \| \| \| ʔorəɲĩ \| cajá \| (anacardiáce) \| Spondias mombin \| \| ʔorokonə̃ɪ̃ \| tucumã \| (arecácea) \| Astrocaryum tucuma \| \| ʔorokonə̃ ku \| a palmeira (tucumazeiro) \| \| \| \| ʔotəra \| uru \| (ave cracídea) \| Odontophorus gujanensis \| \| ʔotəri \| sabiá sp. \| (ave turdídea) \| Turdus sp. \| \| ʔɔnə̃ \| pupunha \| (arecácea, palmeira) \| Bactris gasipaes \| \| ʔɔnə̃ ka \| fruta da pupunheira \| \| \| \| ʔɔnə̃ ku \| palmeira \| (pupunheira) \| \| \| ʔɔnə̃ kukrɛ \| enxada (feita com pupunha raspada) \| \| \| \| paku kəʊ \| jandaíra, jataí \| (formiga, esp.) \| \| \| pamɛ \| jatuaraninha \| (peixe esp.) \| \| \| pamɛ rukrɛ \| jatuarana \| (peixe caracídeo, esp.) \| \| \| panĩ \| juriti-verdadeira \| (ave columbiforme da família dos columbídeos) \| Leptotila rufaxilla \| \| panĩ nurɐ̃ʊ̃ \| juriti-vermelha \| (ave columbiforme da família dos columbídeos) \| Geotrygon montana \| \| panũ \| piranha \| (espécie de peixe, esp.) \| \| \| panũ \| pacu \| \| Mylossoma sp. \| \| paʊ mbrəɪ \| jaçanã, piaçoca, galinha-d'água \| (ave caradriiforme) \| Jacana jacana \| \| paʊnɐ̃ \| galinha \| (ave cracídea, galiformes e fasianídeas) \| Gallus gallus domesticus \| \| paonɐ̃ ɲirɐ̃ ka \| galinheiro \| \| \| \| paʊtʃitʃi \| pato-do-mato \| (ave anatídeo) \| Cairina moschata \| \| paotʃitʃi \| biguá \| (ave anhingídeo) \| Anhinga anhinga \| \| paotʃitʃi \| carará, biguatinga \| (ave ciconiforme anhigídea) \| Anhinga anhinga \| \| paotʃitʃi mbrəɪ \| marreca \| (ave anseriforme da família dos anatídeos) \| Dendrocygna arborea \| \| paotʃitʃi mbrəɪ \| picaparra, patinho-de-igapó, patinha \| (ave guiforme da família Heliornithidae) \| Heliornis fulica \| \| paotʃitʃi tʃarɛo \| colhereiro \| (ave ciconiforme, Threskiornithidae) \| Platalea \| \| parato \| mutuca \| (díptero, esp.) \| \| \| parita \| besouro verde comestível, se alimenta de folhas \| \| \| \| parita kakə \| besouro, que come a folha da pama \| \| \| \| patə \| camarão \| (esp.) \| \| \| patʃi \| tabaco; cigarro \| (solanácea) \| Nicotiana tabacum \| \| patʃi \| rapé (tabaco em pó para cheirar) \| \| \| \| patʃĩ \| carapanã, pernilongo \| (díptero, esp.) \| \| \| patʃĩ mão \| mosquito pequeno \| \| \| \| patʃĩɔ mão \| tatuquira \| (flebótomo, psicodídeo) \| \| \| patʃihɐ̃ \| angico, paricá \| (mimosoídea) \| Piptadenia sp. \| \| patʃihɐ̃ ku \| árvore de angico \| \| \| \| patʃihɐ̃ tʃawa \| flor do angico \| \| \| \| patʃiku \| arapari \| (cesalpinoídea) \| Macrolobium acaciifolium \| \| patʃõ mbrəɪ \| tamanduaí \| (mamífero desdentado mirmecofagídeo) \| Cyclopes didactylus \| \| patʃori \| tamanduá \| (mamífero desdentado) \| Myrmecophaga tridactyla \| \| pɐ̃ɪ̃kuri \| gavião, termo genérico \| \| \| \| pɐ̃ɪ̃kuri nurɐ̃ʊ \| gavião-vermelho \| \| \| \| pɐ̃ɪ̃kuri kərɨɔ \| gavião-preto \| \| \| \| pɐ̃ɪ̃kuri rukrɛ \| gavião-real \| (ave falconiforme acipitrídea e falconídea) \| Harpia harpyja \| \| pɛra \| arara \| (genérico; ave psitacídea) \| \| \| pɛra wao \| arara-vermelha \| (ave da família dos psitacídeos) \| Ara macao \| \| pɛra wao \| arara-cabeção \| (ave da família dos psitacídeos) \| Ara chloroptera \| \| pɛra ndukutərɛ \| amendoim preto, semelhante à lingua da arara \| \| \| \| pɛradɨwə \| gengibre, mangarataia \| (zingiberácea) \| Zingiber officinale \| \| pə \| jia \| (anfíbio) \| Leptodactylus bufonius \| \| pə \| piquiá \| (cariocarácea) \| Caryocar villosum \| \| pəɪkrəɔ \| formiga, genérico \| \| \| \| pəʊpəʊ \| surucuá \| (ave da família dos trogonídeos) \| Trogon spp. \| \| pə̃rɐ̃ɔ \| espécie de pium \| \| \| \| pə̃rə̃ka \| borrachudo cinzento \| \| \| \| pə̃rĩto \| percevejo sp. \| \| \| \| piapia \| papagaio-caboclo, papagaio-de-peito-roxo \| (ave psitaciforme, da família dos psitacídeos) \| Amazona farinosa \| \| piapia \| papagaio cinzento \| (ave psitaciforme, da família dos psitacídeos) \| Psittacus erithacus \| \| piərərə \| pinto-do-mato-de-cara-preta \| (ave da família dos formicarídeos) \| Formicarius analis \| \| pio \| aracu, piau \| (peixe) \| Anostomoides laticeps \| \| pira \| jia \| (anfíbio) \| Physalaemus cuvieri \| \| pɨɪ kərɨɔ \| formiga-saca-saia (formiga-de-correição) \| \| \| \| pɨjui \| cujubim \| (ave da família dos cracídeos) \| Pipile pipile \| \| pokə \| cogumelo, um certo tipo comestível avermelhado e liso \| \| \| \| popo \| coruja; corujinha \| (ave estrigídea, sp.) \| \| \| popo mbrəɪ \| caburé \| (pássaro pequeno) \| \| \| praɪ ɲikətaɪ \| piolho de cobra \| \| \| \| praɪ ɲikətaɪ \| lacraia, centopéia sp. \| \| \| \| puarɔ tʃokə \| certo tipo de cipó usado como puçangas \| \| \| \| puarɔ \| cogumelo, certo tipo branco e comestível \| \| \| \| pupu \| mãe-da-chuva \| (anfíbio) \| Leptodactylus labyrinthicus \| \| pupu nurɐ̃ʊ \| mãe-da-chuva \| (anfíbio) \| Leptodactylus pentadactylus \| \| pupu \| rã sp. \| \| \| \| pupu tʃitʃi \| murucututu \| (ave estrigídea) \| Pulsatrix perspicillata \| \| puri \| curica \| (ave psitaciforme da família dos psitacídeos) \| Pionopsitta caica \| \| puri \| maitaca \| (ave psitaciforme) \| Pionus menstruus \| \| rawatʃi \| banana \| (musácea) \| \| \| rawatʃi rukrɛ \| árvore semelhante à bananeira, mas não dá fruto \| \| \| \| rawatʃi tʃi rukrɛ \| banana comprida \| \| \| \| rawatʃi mɐ̃ʊ \| banana branca \| \| \| \| rĩmbo \| japu \| (ave icterídea) \| Psarocolius sp. \| \| rɔrɔ \| criação, animal de criação, animal doméstico \| \| \| \| rɔwəɪ \| amendoim miúdo, bem fechado no pé sp. \| \| \| \| taʊ mbrəɪ \| tatu-galinha \| (mamífero desdentado dasipodídeo) \| Dasypus novemcinctus \| \| tãʊ mbrəɪ \| tatu-cabeça-chata \| (mamífero desdentado dasipodídeo) \| Euphractus sexcinctus \| \| tãʊ mbrəɪ \| tatu-de-rabo-mole \| (mamífero desdentado dasipodídeo) \| \| \| taʊ tʃitʃi \| tatu-quinze \| (mamífero desdentado dasipodídeo) \| \| \| tãʊ tʃi \| tatu-canastra \| (mamífero desdentado dasipodídeo) \| Priodontes giganteus \| \| taɔ \| piolho \| \| \| \| taɔ \| parasitas de galinha \| \| \| \| tatʃiɔ \| taxi \| (cesalpinoídea) \| Tachigali sp. \| \| təri \| cutia \| (mamífero roedor) \| Dasyprocta spp. \| \| təwaɪ \| bico-de-brasa \| (ave buconídeo) \| Monasa atra \| \| tɨbɨrə \| poraquê \| (peixe elétrico) \| Electrophorus electricus \| \| tɨri \| grilo \| (esp.) \| \| \| torɛʊhɛ \| papagaio \| (ave psitaciforme da família dos psitacídeo) \| Amazona spp. \| \| torətorə \| caba sp. (vespeiro grande) \| \| \| \| torõ \| buriti \| (arecácea) \| Mauritia flexuosa \| \| tɔ̃rɔ̃ ku \| palmeira \| (árvore) \| \| \| tɔrɔtə \| pimenta \| (solanácea) \| Capsicum spp. \| \| tɔrɔtə pɨrɨɔ \| pimenta-malagueta \| \| \| \| tɔtɔtʃi \| urubu \| (ave falconiforme da família dos catartídeos) \| Cathartes spp. \| \| tɔtɔtʃi mɐ̃ʊ \| urubu-real, urubu-branco \| (ave falconiforme da família dos catartideos) \| Sarcoramphus \| \| trotro \| sapo cururu \| (anfíbio) \| Bufo paracnemis \| \| tukutʃi \| pomba spp. \| (ave columbiforme da família dos columbídeos) \| Columba livia \| \| tukutʃi \| pomba-galega ou pomba-pocaçu \| (ave columbídea) \| Columba cayennensis \| \| tũtũ \| cuité \| (cucurbitácea) \| \| \| tʃɐ̃mboi \| algodão \| (malvácea) \| Gossypium barbadense \| \| tʃɐ̃mbuɪ \| lagarta-de-fogo \| \| \| \| tʃɐ̃mbuɪ kakə \| certo tipo de besouro grande comestível preto; besouro-de-chifre \| \| \| \| tʃãndɨkɨɪɔ \| gongo do patoá (retirado quando a árvore é derrubada) \| \| \| \| tʃakotʃi \| coatá \| (mamífero primata) \| Ateles paniscus \| \| tʃakotʃi prika \| macaco-barrigudo \| (mamífero primata) \| \| \| tʃakri \| grilo grande preto (dá na roça) \| \| \| \| tʃakriɔ \| formiga do munduru, vermelha (“formiga cabeção”) \| \| \| \| tʃanə̃ka \| gongo do aricuri (retirado após a planta ser furada para esse fim – criação do gongo) \| \| \| \| tʃaʊ \| arraia \| (esp.) \| \| \| tʃaʊ \| lagarto, camaleão \| (réptil) \| Iguana iguana \| \| tʃaʊ rɛ \| lagartixa, osga \| (réptil, esp.) \| \| \| tʃaʊ rɛ \| calango \| (réptil) \| Ameiva ameiva \| \| tʃaʊ rukrɛ \| camaleão \| (esp.) \| \| \| tʃarapɔ \| aracu \| (esp.) \| \| \| tʃarɔ \| folha \| \| \| \| tʃawa \| flor \| \| \| \| tʃawa \| caranguejeira \| \| \| \| tʃawa tɨ \| pente de macaco (planta da qual se extrai fibra envira) \| (esp.) \| \| \| tʃĩmbotʃi \| taquara \| (bambu sp.) \| \| \| tʃiʔɨ \| mel de abelha \| \| \| \| tʃiʔɨ kə \| cera de abelha \| \| \| \| tʃinɐ̃tʃi \| imbaúba \| \| Pourouma spp. \| \| tʃirəɪkɔ \| saracura \| (ave ralídea) \| Aramides cajanea \| \| tʃirikə \| periquitinho cara suja, curica \| (ave psitaciforme da família dos psitacídeos) \| Pyrrhura devillei \| \| tʃiriri \| preguiça \| \| \| \| tʃitʃi \| milho \| (gramínea) \| Zea mays \| \| tʃitʃi \| aranha \| (genérico) \| \| \| tʃitʃi mbrə \| aranha \| (esp.) \| \| \| tʃitʃi mbrə rukrɛ \| aranha grande \| (esp.) \| \| \| tʃitʃimbrəɪ \| carrapatinho \| (esp.) \| \| \| tʃitʃika \| carrapato \| (esp.) \| \| \| tʃitʃihã \| graúna, chico-preto \| (ave icterídea, esp.) \| \| \| tʃitʃi kapo \| cancão-de-anta \| (ave falconiforme) \| Daptrius ater \| \| tʃitʃiɔ \| formiga tucandeira, tocandira \| \| Paraponera clavata \| \| tʃokə \| envira, com boa fibra na entrecasca \| (espécie de arbusto da família das timeleáceas) \| Daphnopsis \| \| kora tʃokə \| matá matá \| (literalmente, envira da onça; lecitidácea) \| \| \| tʃokə ku \| tauari, espécie de envira grossa \| (lecitidácea) \| Couratari pulchra \| \| tʃokə \| linha; cipó; linha de pesca (de nylon) \| \| \| \| tʃokə rukrɛ \| certo tipo de cipó grande \| \| \| \| mbo tʃokə \| cipó ambé, utilizado para amarrar flechas \| (arácea) \| Philodendron goeldii \| \| tʃokə \| medula \| \| \| \| tɔ̃ɐ̃ tʃokə \| gameleira \| \| Ficus sp. \| \| tʃokɔ \| socó-boi \| (ave ciconiforme da família dos ardeídeos) \| Tigrisoma lineatum \| \| tʃokɔ kəriɔ \| socó-panema, socó-beija-flor \| (ave ciconiforme da família Ardeidae) \| Agamia agami \| \| tʃokrĩɐ̃ \| suindara, rasga mortalha \| (ave estrigídea) \| Tyto alba \| \| tʃomɛ̃ \| ingá \| (mimosoídea) \| Inga spp. \| \| tʃonɔ̃ \| certo tipo de minhoca avermelhada, de tamanho aproximado a 15-20 cm, que vive na beira dos rios \| \| \| \| tʃorɛ̃ʊ̃ \| batata-vermelha (come se cozida e assada, esp.) \| \| \| \| tʃorətʃorə \| inambu-azul \| (ave da família dos tinamídeos) \| Tinamus tao \| \| tʃorimɐ̃ \| batata \| (convolvulácea) \| Ipomoea batatas \| \| tʃowaɪ \| guariba \| (mamífero primata) \| Alouatta ursina \| \| tʃowɛwɛ \| tucano, do bico preto \| (ave ranfastídea) \| Ramphastos spp. \| \| tʃowɛwɛ ɲiɲi nurɐ̃ʊ \| tucano, do bico vermelho \| (ave, esp.) \| \| \| tʃowi \| inambu-relógio \| (ave da família dos tinamídeos) \| Crypturellus soui \| \| tʃi tʃɔ ʔu \| sanguessuga \| (esp.) \| \| \| tʃuarɔ \| bico-de-guará \| (musácea) \| Heliconia sp. \| \| tʃuɪ \| corvo \| (esp.) \| \| \| tʃuɪtʃuɪ \| gavião-tesoura \| (ave falconiforme da família dos acipitrídeos) \| Elanoides forficatus \| \| tʃuɪtʃuɪɔ mbrəɪ \| andorinha \| (ave hirundinídea, esp.) \| \| \| tʃura \| traíra \| (peixe) \| Hoplias spp. \| \| tʃururi \| urubuzinho, ave buconídea \| (esp.) \| \| \| tʃururi \| pica-pau-preto \| (ave picídea, esp.) \| \| \| tʃuwɛʊ \| barata grande \| (esp.) \| \| \| ʔuka \| sapo \| (esp.) \| \| \| ʔuɲĩ \| certo tipo de peixe semelhante ao peixe espada \| \| \| \| ʔurɨ \| udu \| (ave momotídea) \| Momotus momota \| \| ʔurɨ \| urutau pequeno \| (esp.) \| \| \| ʔurutaʊ \| urutau, empréstimo do português \| (ave caprimulgiforme) \| Nyctibius spp. \| \| waɪ \| quati \| (mamífero carnívoro) \| Nasua nasua \| \| waɪrɐ̃ \| guaxinim \| (carnívoro procionídeo) \| Procyon cancrivorus \| \| wakanõ tʃitʃi \| tuiuiú, jaburu \| (ave ciconiforme) \| Jabiru mycteria \| \| wakanɔ̃ tətə \| cegonha \| (ave ciconiforme) \| \| \| wariri \| gato-maracajá \| (mamífero carnívoro) \| Felis pardalis \| \| wariri \| gato de casa \| (mamífero carnívoro felídeo) \| Felis cattus domesticus \| \| waroro \| macaco-cabeludo \| (mamífero primata) \| Pithecia pithecia \| \| watɐ̃ \| pama, fruta vermelha do mato \| (morácea) \| Helicostylis tomentosa \| \| watɐ̃ hɐ̃ kəɪɨɔ \| pama miúda \| (esp.) \| \| \| watɔ \| acauã \| (ave falconiforme) \| Herpetotheres cachinnans \| \| watʃiʊ \| raposa; cachorro-do-mato \| (mamífero carnívoro) \| Atelocynus microtis \| \| wawɔ \| perereca sp. \| (anfíbio) \| Osteocephalus taurinus \| \| wɛrə \| gafanhoto \| (esp.) \| \| \| wɛrə \| murici \| (malpighiácea, esp.) \| \| \| wɛrərɛ̃ \| amendoim muidinho, bem vermelho \| (esp.) \| \| \| wɛjɔ \| arapuá, abelha grande \| \| Trigona quadripunctata \| \| wə̃wə̃ \| cunauaru \| (anfíbio) \| Phrynohyas resinifictrix/Phrynohyas venulosa \| \| wirəwirə kakə \| vagalume \| (espécie de inseto que aparece à e emite luz) \| \| \| wiwi \| lontrinha \| (mamífero carnívoro) \| Lutra longicaudis \| | |                                                                               |                                              |
| Arikapu | Português | Taxonomia                                                                     | Nome científico                              |
| ʔakakaʊ | cancão-grande | (ave falconiforme)                                                            | Daptrius americanus                          |
| ʔapəɪratʃi | cacau-manso | (planta da família das esterculiáceas)                                        | Theobroma cacao                              |
| ʔarata | arara-amarela | (ave da família dos psitacídeos)                                              | Ara ararauna                                 |
| ʔariɔ | maguari | (ave da família dos ciconiformes, ardeídea)                                   | Ardea herodias                               |
| ʔarɨ̃mbɨ | tarumã | (árvore da família das verbenáceas)                                           |                                              |
| ʔarɨkɨwa | jacamim | (ave da família dos ralídeos)                                                 | Psophia crepitans                            |
| ʔarɨkɨwa mbiriɔ | formiga-carioca |                                                                               | Eciton burchellii                            |
| ʔarokəɪ | morcego | (genérico para os mamíferos quirópteros)                                      |                                              |
| ʔarɔ | jacu | (ave da família dos cracídeos)                                                | Penelope jacquacu                            |
| ʔarɔ mbrəɪ | aracuã | (ave da família dos cracídeos)                                                | Ortalis ruficauda                            |
| ʔataʊ | seringa | (árvore da família das euforbiáceas)                                          | Hevea spp.                                   |
| ʔataʊ ku | seringueira | (árvore que produz látex)                                                     |                                              |
| ʔatawa | patoá, patauá | (palmeira da família das arecáceas)                                           | Oenocarpus bataua                            |
| ʔatawa mbrəɪ | bacaba | (semelhante ao patoá, espécie que possui o caroço menor)                      |                                              |
| ʔaʊnɐ̃ | preguiça, bicho-preguiça | (mamífero desdentado da família dos bradipodídeos)                            | Bradypus torquatus                           |
| mbɛkɨ | cana-de-açúcar | (árvore da família das gramíneas)                                             | Saccharum officinarum                        |
| mbɛrɛ | jibóia | (réptil)                                                                      | Boa sp.                                      |
| mbəhɐ̃ | mulungu, tento | (árvore da família das leguminosas – papilionoídeas)                          | Erythrina verna                              |
| mbəhɐ̃ | abiu | (árvore da família das sapotáceas)                                            | Pouteria caimito                             |
| mbəɪtowəɪ | bem-te-vi | (ave passeriforme da família dos tiranídeos)                                  | Pitangus sulphuratus                         |
| mbəɪtʃi | mutum-cavalo | (ave da família dos cracídeos)                                                | Mitu tuberosa                                |
| mbəɪtʃi nurɐ̃ʊ̃ | cigana | (ave da família dos opistocomídeos)                                           | Opisthocomus hoazin                          |
| mbəɪtʃiriɔ | taxi | (certa formiga)                                                               | Pseudomyrmex sp.                             |
| mbəpə | bambu; taboca | (árvore da família das gramíneas)                                             |                                              |
| mbəpətʃi | bambu |                                                                               |                                              |
| mbətaɪ | côco (do aricuri) |                                                                               |                                              |
| mbətaɪ | cumaru-ferro | (árvore da família das papilionoídeas)                                        | Dipteryx ferrea                              |
| mbiʔɨkõɐ̃ | perereca sp. | (anfíbio anuro arborícola da família dos hilídeos)                            | Hyla boans                                   |
| mbikraɪmɐ̃ʊ̃ | araponga | (certo tipo de pássaro da família dos cotingídeos)                            |                                              |
| mbiɔ | abelha | (genérico para os insetos himenópteros, cosmopolitas, da família dos apídeos) |                                              |
| mbitʃɔ | mel de abelha |                                                                               |                                              |
| mbikəɪtʃi | uruçu-boi |                                                                               |                                              |
| mbimɐ̃ʊ̃ | bejuí |                                                                               |                                              |
| mbitʃõmbi | abelha (que corta cabelo) |                                                                               |                                              |
| mbi mi ndə | abelha-da-terra |                                                                               |                                              |
| mbirɛ nurɐ̃ʊ̃ | formiga-do-jacamim |                                                                               | Eciton sp.                                   |
| mbiriɔ | tapiu | (certo tipo de formiga grande)                                                |                                              |
| mbiriɔ mbrəɪ ɐ̃ŋĩõ | formiga-de-fogo |                                                                               | Solenopsis sp.                               |
| mbirɨ | macaco-prego | (mamífero primata)                                                            | Cebus sp.                                    |
| mbiruɔ | certa formiga |                                                                               | Cephalotes atratus                           |
| mbitərɨ | beija-flor | (ave da família dos troquilídeos, termo genérico)                             |                                              |
| mbitərɨuka | maracujá | (planta da família das passifloráceas)                                        | Passiflora spp.                              |
| mbitota | mururé, fruta preta, de caroço grande | (árvore da família das moráceas)                                              | Brosimum acutifolium                         |
| mbitɔjɔ | urtiga | (planta da família das urticáceas)                                            | Urera sp.                                    |
| mbitɔjɔ tʃika | jurubeba | (planta da família das solanáceas)                                            |                                              |
| mbitʃi | macaco-de-cheiro | (mamífero primata)                                                            | Saimiri sciureus                             |
| mbitʃi mbrəɪ | sagüi; macaco-de-cheiro | (mamífero primata da família dos calitriquídeos)                              |                                              |
| mbitʃi Ṽrɐ̃ɪ̃ | anu | (ave da família dos cuculídeos)                                               | Crotophaga sp.                               |
| mbɨkɔtʃi | mamão | (planta da família das caricáceas)                                            | Carica papaya                                |
| mbɨkɔtʃi tʃika | melancia, literalmente, mamão com rama | (planta da família das cucurbitáceas)                                         | Citrullus lanatus                            |
| mbɨkraɪ | ave | (genérico)                                                                    |                                              |
| mbɨkraɪ mbrəɪ kamurɐ̃ʊ̃ | galo-da-campina | (ave da família dos fringilídeos)                                             |                                              |
| mbɨkraɪ kərɨɔ | inambu-anhangá | (ave da família dos tinamídeos)                                               | Crypturellus variegatus                      |
| mbɪ | jenipapo, utilizada para pintura | (árvore da família das rubiáceas)                                             | Genipa americana                             |
| mbokṼtʃiwɛ | pium | (inseto da família dos dípteros)                                              | Simulium sp.                                 |
| mbṼmboi | taquara | (bambu sp.)                                                                   |                                              |
| mbotʃi | macaco-da-noite, tem o olho pequeno como característica marcante                                                                                    | (mamífero primata da família dos cebídeos)                                    | Aotus trivirgatus sp.                        |
| mbrɨ | mamuí, árvore cheia de espinho | (árvore da família das bombacáceas)                                           |                                              |
| mbrɨrɛ | gongo do mamuí |                                                                               |                                              |
| mbu | cará, batata | (planta da família das dioscoreáceas)                                         | Dioscorea spp.                               |
| mbu tʃitʃi | cará grande | (planta da família das dioscoreáceas)                                         | Dioscorea spp.                               |
| mburɛ | macaxeira | (arbusto da família das euforbiáceas)                                         | Manihot utilissima                           |
| mburɛ ʔɨ | caxiri (literalmente, bebida da macaxeira) |                                                                               |                                              |
| ndəɪtʃipariɔ | saci, matim-taperera | (ave da família dos cuculídeos)                                               | Tapera naevia                                |
| ndəra | bacuri | (árvore da família das clusiáceas)                                            | Platonia insignis                            |
| ndəra tʃõmbi | pitomba | (árvore da família das sapindáceas)                                           | Talisia spp.                                 |
| ndə̃ndə | bicheira, berne, ora |                                                                               |                                              |
| ndə̃ndə | larva branca de certa mosca |                                                                               |                                              |
| ndə̃ndə | mosca “cabeça branca” |                                                                               | Musca domestica                              |
| ndɨda | certo tipo de fruta comestível, preta, doce, cheirosa e de consistência viscosa, melada                                                             |                                                                               |                                              |
| ndurutʃu | verme | (genérico)                                                                    |                                              |
| ndurutʃu rɛ | lombriga |                                                                               |                                              |
| ʔəka | mãe-da-chuva | (anfíbio)                                                                     | Leptodactylus knudseni                       |
| ʔəkaɪkawəɪ | macucau | (ave da família dos tinamídeos)                                               | Crypturellus undulatus                       |
| ʔəkraɪ | escorpião | (artrópode arácnido da ordem dos escorpiones)                                 |                                              |
| ʔənə̃ | murumuru | (palmeira semelhante ao aricuri, porém com espinho, da família das arecáceas) | Astrocaryum murumuru                         |
| ʔərəʊ | breu do jatobá; luz (lamparina) |                                                                               |                                              |
| ʔətəɪ | paca | (mamífero roedor da família dos cuniculídeos)                                 | Cuniculus paca virgata                       |
| hɐ̃ | semente, caroço |                                                                               |                                              |
| hɐ̃ | palmito |                                                                               |                                              |
| hɐ̃kə | lamparina (breu do jatobá) |                                                                               |                                              |
| hɔhɔ | socó-grande | (ave ciconiforme da família dos ardeídeos)                                    | Ardea cocoi                                  |
| ka | fruta | (genérico)                                                                    |                                              |
| ku kaka | fruta | (genérico)                                                                    |                                              |
| kabũmbu | fruto de uma palheira semelhante ao marajá, que cresce em cachos (“marajá-grande”)                                                                  |                                                                               |                                              |
| kadɨdɨ | marajá | (planta da família das arecáceas)                                             | Bactris spp.                                 |
| kaɪkakə | caranguejo | (crustáceo spp.)                                                              |                                              |
| kaɪkakə mbrəɪ | siri | (crustáceo spp.)                                                              |                                              |
| kaɪnurɐ̃ʊ̃ | inambu-galinha | (ave da família dos tinamídeos)                                               | Tinamus guttatus                             |
| kakaraɔ | alencó | (ave anseriforme, paludícola, da família dos anhimídeos)                      |                                              |
| kakaraɔ mɐ̃ʊ̃ | garça spp. | (ave ciconiforme da família dos ardeídeos)                                    | Casmerodius alba; Egretta spp.               |
| kamə̃tə | bacuri-de-anta | (árvore da família das clusiáceas)                                            |                                              |
| karaɪ | mandi-sapo | (peixe liso da família dos teleósteos siluriformes spp.)                      |                                              |
| karaɪ mɐ̃ʊ̃ | mandi-branco | (peixe teleósteo, siluriforme da família dos pimelodídeos)                    | Pimelodus                                    |
| karawa | machado |                                                                               |                                              |
| karawa tʃɔkɔ | carapanaúba, peroba, árvore da qual extraem material para confecção do cabo do machado                                                              | (árvore da família das apocináceas)                                           | Aspidosperma spp.                            |
| karawa tʃɔkɔ | pau d'arco | (árvore da família das bignoniáceas)                                          | Tabebuia guayacan                            |
| karawaʊka | acará, cará | (peixe teleósteo perciforme da família dos ciclídeos)                         |                                              |
| karɨrɨɔ | cupim |                                                                               |                                              |
| karɨrɨɔ ka | cupinzeiro, ninho de cupim |                                                                               |                                              |
| karɨwa | lagarta que come a palha do aricuri |                                                                               |                                              |
| kaʊprɛhɛ | mururé amarelo sp. |                                                                               |                                              |
| kaʊtʃi | moqueca |                                                                               |                                              |
| kawɛɔ | surucucu, pico-de-jaca | (réptil da família dos viperídeos)                                            | Lachesis mutus                               |
| kawɛɔ | jandaia, maracanã-pescoço-amarelo | (ave psitaciforme da família dos psitacídeos)                                 | Ara auricollis                               |
| kawɛɔ mbrəɪ | ararinha | (ave psitaciforme, da família dos psitacídeos)                                | Aratinga leucophthalmus                      |
| kɛrɛrɛ | periquito-estrela | (ave psitaciforme da família dos psitacídeos)                                 | Brotogeris sanctithomae                      |
| kɛ̃rɛ̃ | arumã | (erva da família das marantáceas)                                             | Ischnosiphon                                 |
| kəɪβɛ | rato, genérico | (mamífero roedor murídeo)                                                     |                                              |
| kəɪβɛnurɐ̃ʊ̃ | mucura-xixica, certo tipo de mamífero marsupial |                                                                               |                                              |
| kərəpo mə̃təkaɔ | pinto-do-mato-coroado | (ave da família dos formicarídeos)                                            | Formicarius colma                            |
| kətʃika | lixeiro; lixo | (dileniácea)                                                                  |                                              |
| kəwɛtʃi | fava | (planta da família das leguminosas papilionoídeas)                            |                                              |
| kəwɛwɛ | ave maior que o araçari, branca com vermelha, de bico comprido, alimenta-se de ovo de galinha                                                       |                                                                               |                                              |
| koɐ̃mbri | urucu, fruta ; corante (para tecidos) | (árvore da família das bixáceas)                                              | Bixa orellana                                |
| kokorə | cigarra grande | (inseto homópteros da família dos cicadídeos sp.)                             |                                              |
| koo | batata-doce (come-se cru chupando, tem muito caldo)                                                                                                 | (da família das convolvuláceas)                                               | Ipomoea batatas                              |
| kora | onça | (mamífero carnívoro da família dos felídeos)                                  | Felis concolor                               |
| kora | cão | (mamífero carnívoro canídeo)                                                  | Canis familiaris                             |
| kora mbrəɪ | cachorro-do-mato |                                                                               |                                              |
| kora mbi ʔɨ ndə | ariranha, onça-d'água, cachorro-d'água | (mamífero carnívoro)                                                          | Pteronura brasiliensis                       |
| kora mbi ndə | lontra | (mamífero mustelídeo aquático)                                                | Lutra longicaudis                            |
| kora kərɨɔ | onça-preta, jaguar |                                                                               |                                              |
| kora kuɔ | onça-pintada |                                                                               |                                              |
| kora nurɐ̃ʊ̃ | onça-vermelha |                                                                               |                                              |
| koraɔ ɲimɛ | mão-de-cachorro | (espécie de fruta)                                                            |                                              |
| kora tʃikrə | pariri | (remédio de cachorro; sapotácea)                                              | Pouteria durlandii                           |
| koraɔ ɲimɛ | espécie de fruta semelhante à mão de cachorro, de casca verde                                                                                       |                                                                               |                                              |
| koritʃi | queixada | (mamífero artiodáctilo da família dos taiaçuídeos)                            | Tayassu pecari                               |
| koritʃi ɲiwiɔ | porco doméstico | (mamífero artiodáctilo da família dos suídeos; porco-com-rabo)                |                                              |
| koritʃi mbrəɪ | caititu | (porquinho; mamífero artiodáctilo da família dos taiaçuídeos)                 | Tayassu tajacu                               |
| kororɛ | gongo do murumuru (bicho-do-coco, larva de besouro, comum no interior do fruto de várias palmáceas)                                                 |                                                                               |                                              |
| kotaɪ | cigarra | (inseto homóptero da família dos cicadídeos)                                  |                                              |
| kotaɪ | cigarra miúda, semelhante ao gongo (tirada da terra)                                                                                                |                                                                               |                                              |
| kɔkɔrə | inambu-chorão | (ave da família dos tinamídeos)                                               | Crypturellus strigulosus                     |
| kɔkɔrə | corocoró | (ave ciconiforme)                                                             | Mesembrinibis cayennensis                    |
| kɔpɨ | (mamífero roedor lagomorfo da família dos leporídeos, Sylvilagus brasiliensis)                                                                      | (mamífero roedor lagomorfo da família dos leporídeos)                         | Sylvilagus brasiliensis                      |
| kɔto | zogue-zogue | (mamífero primata, da família dos cebídeos)                                   | Callicebus torquatus                         |
| kɔtɔ | cumaru-de-cheiro | (planta da família das papilionoídeas)                                        | Dipteryx sp.                                 |
| kraɪhĩrĩṼ | banana-najá | (planta da família das musáceas)                                              | Musa                                         |
| krəkrə | feijão | (planta da família das leguminosas, subfamília das papilionoídeas)            | Phaseolus spp.                               |
| krəkrə kərɨɔ | feijão preto |                                                                               |                                              |
| krəkrə hɐ̃ mɐ̃ʊ̃ | feijão-branco |                                                                               |                                              |
| krəkrə hɐ̃ nurɐ̃ʊ̃ | feijão vermelho |                                                                               |                                              |
| krikri | grilo-toupeira | (inseto ortóptero da família dos grilotalpídeos)                              |                                              |
| krɔkrɔ | pilão, feito de cumaru | (árvore da família das papilionoídeas)                                        |                                              |
| kujutʃirɛ | centopéia, inseto que gruda em árvores | (artrópode da classe dos quilópodes)                                          |                                              |
| kujutʃirɛ | animal semelhante ao piolho-de-cobra, vive na água e é comestível                                                                                   |                                                                               |                                              |
| kukamṼtɔ | totorobá | (planta da família das sapotáceas)                                            |                                              |
| kukri | jacaré; jacaretinga | (réptil crocodiliano da família dos aligatorídeos)                            | Caiman crocodilus                            |
| kukrikərɨɔ | jacaré-preto; jacaré-açu | (réptil crocodiliano da família dos aligatorídeos)                            | Melanosuchus niger                           |
| kumɛ | paxiubinha, árvore usada para fazer vassoura | (planta da família das arecáceas)                                             | Iriartella setigera                          |
| kumɛ ndʒiri | raiz da paxiúba (com a qual se fabrica o ralo) |                                                                               |                                              |
| kumɛ | capemba, folha larga e consistente que se desprende do mangará                                                                                      |                                                                               |                                              |
| kuɲĩ | espinho de árvore |                                                                               |                                              |
| ku-ɲĩ | ralo, raiz da paxiúba |                                                                               |                                              |
| kuɲĩ | cuandu sp. | (mamífero roedor histricomorfo da família dos eretizontídeos)                 | Coendou prehensilis                          |
| kuɲika | abacaxi; abacate (nome adotado, segundo dona Nazaré Arikapu)                                                                                        |                                                                               |                                              |
| kunuraʊ | cumaru de ferro, certo tipo de árvore grande e vermelha, na qual os japus costumam fazer os seus ninhos (a árvore)                                  |                                                                               |                                              |
| kunurɐ̃ʊ̃ | garapeira sp. |                                                                               |                                              |
| kuraɪmbrəɪ | jupará, gogó-de-sola | (mamífero carnívoro da família dos procionídeos)                              | Potos flavus                                 |
| kurəɪ | veado-mateiro | (mamífero artiodáctilo da família dos cervídeos)                              | Mazama americana                             |
| kurəɪ mɐ̃ʊ̃ | veado-catingueiro; veado-branco | (mamífero artiodáctilo da família dos cervídeos)                              | Mazama spp.                                  |
| kurəɪ nurãʊ̃ | veado-vermelho | (mamífero artiodáctilo da família dos cervídeos)                              |                                              |
| kurəɪ rukrɛ | veado-galheiro | (mamífero artiodáctilo da família dos cervídeos spp.)                         |                                              |
| kutʃaʊ | bacurau | (ave caprimulgiforme da família dos caprimulgídeos)                           | Caprimulgus spp.                             |
| kutʃaʊtʃi | trinca-culhão, pentelho-de-velha | (formiga)                                                                     | Odontomachus chelifer                        |
| kuwaɪ | quina | (planta amarga da família das rubiáceas)                                      | Cinchona                                     |
| kũmbritʃiprika | paxiúba-barriguda | (árvore da família das arecáceas)                                             | Socratea exorrhiza                           |
| kũmbrəɪ | amendoim | (planta da família das papilionoídeas)                                        | Arachis hypogaea                             |
| kũmbrəɪ hɐ̃ mɐ̃ʊ̃ | amendoim branco |                                                                               |                                              |
| kũmbriprika | samaúma | (planta da família das bombacáceas)                                           | Ceiba pentandra                              |
| makɔ | tacacá, iguaria preparada com macaxeira |                                                                               |                                              |
| matʃi | haste de capim |                                                                               |                                              |
| mbrɐ̃ɪ̃ | cobra, genérico |                                                                               |                                              |
| mbrɐ̃ɪ̃ kaɪ tʃi | cobra-de-duas-cabeças | (réptil da família dos anfisbenídeos)                                         | Amphisbaena fuliginosa                       |
| mbrɐ̃ɪ̃ ndumbuɔ | cobra-papagaio | (réptil da família dos boídeos)                                               | Corallus caninus                             |
| mbrɐ̃ɪ̃ nurɐ̃ʊ | cobra-coral | (réptil da família dos elapídeos)                                             | Micrurus spp.                                |
| mbrɐ̃ɪ̃ pakatə | soldado de saúva; certo tipo de cobra que vive no ninho das saúvas, ser mitológico, dizem ser venenosa (os brancos); espírito de morto transformado |                                                                               |                                              |
| mbrɐ̃ɪ̃ rukrɛ | sucuri | (réptil da família dos boídeos)                                               | Eunectes murinus                             |
| mbrɐ̃ɪ̃ tʃɔ̃mbi | cobra-jararaca | (réptil da família dos viperídeos)                                            | Bothrops atrox                               |
| mbrɐ̃ɪ̃ kapɨ | cobra-verde | (réptil da família dos colubrídeos)                                           |                                              |
| mbrɐ̃ɪ̃ kərɨɔ | muçurana | (réptil da família dos colubrídeos)                                           | Clelia clelia                                |
| mbrɐ̃ɪ̃ tɨbɨrə | caninana | (réptil da família dos colubrídeos)                                           |                                              |
| mbrɐ̃ɪmbrɐ̃ɪ | papagaio-madeira | (ave psitaciforme da família dos psitacídeos)                                 | Amazona amazonica                            |
| mbrɛ̃ | taioba, taro, ocumo | (planta da família das aráceas)                                               | Xanthosoma sagittifolium                     |
| mɛmɛ | cuia, cabaça, fruto da cuieira | (árvore da família das bignoniáceas)                                          | Crescentia cujete                            |
| mɛpĩɔ̃ | saúva, tanajura, espécie comestível | (formiga da família dos formicídeos spp.)                                     | Atta                                         |
| mɛpĩɔ̃ prika | tanajura | (fêmeas aladas das diversas spp.)                                             |                                              |
| mɛpĩɔ̃ nɐ̃hĩɔ̃ | pragas, saúva |                                                                               |                                              |
| mɛpĩɔ̃ | tataíra | (espécie de abelha da família dos meliponíneos)                               | Oxytrigona tataira                           |
| miako | jabuti | (quelônio da família dos testudinídeos)                                       |                                              |
| miako mbi ɨ də | tracajá (literalmente, jabuti d'água) | (tartaruga de água doce, da família dos pelomedusídeos)                       | Podocnemis unifilis                          |
| minũ | peixe | (genérico)                                                                    |                                              |
| minũ rukrɛ | certo tipo de tucunaré grande | (peixe da família dos ciclídeos)                                              |                                              |
| minũ rukrɛ | piraíba | (peixe liso)                                                                  |                                              |
| minũ nurɐ̃ʊ̃ | pirarara | (peixe liso)                                                                  | Phractocephalus hemioliopterus               |
| minũ tʃukri | peixe-cachorro | (da família dos caracídeos)                                                   | Acestrorhynchus spp.                         |
| minũ tahaɪ | cangati | (peixe liso)                                                                  | Trachycorystes trachycorystes                |
| minũ ɲi nurɐ̃ʊ̃ | matrinxã (literalmente, peixe de carne vermelha) | (peixe da família dos caracídeos)                                             | Brycon sp.                                   |
| minũ rukrɛ | surubim | (peixe liso)                                                                  | Pseudoplatystoma fasciatum                   |
| minũ nduku tʃiɔ | curimatã, quebra galho |                                                                               |                                              |
| minũ hɐ̃karɛ nurɐ̃ʊ̃ | piaba, lambari | (peixe teleósteo, caraciformes da família dos caracídeos)                     |                                              |
| minũ mbrɐ̃ də | muçum |                                                                               | Synbranchus marmoratus                       |
| minũ ɲiwiɔ nurɐ̃ʊ | peixe semelhante à piaba, um pouco maior, com o rabo vermelho, rabo de fogo                                                                         |                                                                               |                                              |
| minũrɛ̃ | sarna |                                                                               |                                              |
| mirɛ̃ | caba, nome dado no norte do Brasil à abelha, vespa                                                                                                  |                                                                               |                                              |
| mirɛ̃ taotʃitʃi | tatucaba |                                                                               | Synoeca cyanea                               |
| mirɛ̃ | caba-rajada |                                                                               |                                              |
| mirɛ̃ prɛmɛ rɐ̃ | beijucaba (em forma de prato, não voa de dia) |                                                                               | Apoica pallida                               |
| mirɛ̃ tʃɔ̃mbi | tapiucaba | (perto de ninho de japins)                                                    | Polybia dimidiata                            |
| mirɛ̃ nurɐ̃o | caba-de-oco (vive com formigas) |                                                                               |                                              |
| mirɛ̃ ʔatawka | caba-borracha |                                                                               |                                              |
| mĩhĩhĩ | açaí, espécie baixa | (espécie de palmeira da família das ceroxilíneas)                             |                                              |
| mũpũrɛ̃ | lagarta sp. |                                                                               |                                              |
| nɐ̃waɪ | timbó (cipó de envenenar) |                                                                               |                                              |
| nərə | jatobá | (cesalpinoídea)                                                               | Hymenaea courbaril                           |
| nə̃wə | anta | (mamífero artiodáctilo)                                                       | Tapirus terrestris                           |
| nə̃wəmbiɔ | capivara | (mamífero roedor)                                                             | Hydrochaeris hydrochaeris                    |
| nɔrɨrɨ | imbaúba |                                                                               | Cecropia spp.                                |
| nũrã | tucum | (arecácea)                                                                    | Astrocaryum sp.                              |
| ɲika | barra de urucu, conhecido na região como colorau (tempero usado para dar uma cor avermelhada a alguns pratos)                                       |                                                                               |                                              |
| ɲikaɪkakə | anel |                                                                               |                                              |
| ɲĩɲĩ | fruta de dentro da casca do amendoim |                                                                               |                                              |
| ʔoka | araçari, ave de papo vermelho, bicudo | (certo tipo de ave da família dos ranfastídeos)                               | Pteroglossus sp.                             |
| ʔoka | tucanuçu | (ave piciforme, Ramphastidae)                                                 | Ramphastos toco                              |
| ʔokakara | jaburu | (ave ciconídea)                                                               | Jabiru mycteria                              |
| ʔokra | alicorne, anhuma | (ave anatídea esp.)                                                           |                                              |
| ʔoɲirɛ | lesma | (esp.)                                                                        |                                              |
| ʔora | aricuri | (arecácea)                                                                    | Attalea sp.                                  |
| ʔoraɲi | cogumelo, um certo tipo preto comestível |                                                                               |                                              |
| ʔorə | castanha-do-pará | (lecitidácea)                                                                 | Bertholletia excelsa                         |
| ʔorə kakə | bodó, acari, cascudo | (peixe armado, locarídeo)                                                     |                                              |
| ʔorəɲĩ | cajá | (anacardiáce)                                                                 | Spondias mombin                              |
| ʔorokonə̃ɪ̃ | tucumã | (arecácea)                                                                    | Astrocaryum tucuma                           |
| ʔorokonə̃ ku | a palmeira (tucumazeiro) |                                                                               |                                              |
| ʔotəra | uru | (ave cracídea)                                                                | Odontophorus gujanensis                      |
| ʔotəri | sabiá sp. | (ave turdídea)                                                                | Turdus sp.                                   |
| ʔɔnə̃ | pupunha | (arecácea, palmeira)                                                          | Bactris gasipaes                             |
| ʔɔnə̃ ka | fruta da pupunheira |                                                                               |                                              |
| ʔɔnə̃ ku | palmeira | (pupunheira)                                                                  |                                              |
| ʔɔnə̃ kukrɛ | enxada (feita com pupunha raspada) |                                                                               |                                              |
| paku kəʊ | jandaíra, jataí | (formiga, esp.)                                                               |                                              |
| pamɛ | jatuaraninha | (peixe esp.)                                                                  |                                              |
| pamɛ rukrɛ | jatuarana | (peixe caracídeo, esp.)                                                       |                                              |
| panĩ | juriti-verdadeira | (ave columbiforme da família dos columbídeos)                                 | Leptotila rufaxilla                          |
| panĩ nurɐ̃ʊ̃ | juriti-vermelha | (ave columbiforme da família dos columbídeos)                                 | Geotrygon montana                            |
| panũ | piranha | (espécie de peixe, esp.)                                                      |                                              |
| panũ | pacu |                                                                               | Mylossoma sp.                                |
| paʊ mbrəɪ | jaçanã, piaçoca, galinha-d'água | (ave caradriiforme)                                                           | Jacana jacana                                |
| paʊnɐ̃ | galinha | (ave cracídea, galiformes e fasianídeas)                                      | Gallus gallus domesticus                     |
| paonɐ̃ ɲirɐ̃ ka | galinheiro |                                                                               |                                              |
| paʊtʃitʃi | pato-do-mato | (ave anatídeo)                                                                | Cairina moschata                             |
| paotʃitʃi | biguá | (ave anhingídeo)                                                              | Anhinga anhinga                              |
| paotʃitʃi | carará, biguatinga | (ave ciconiforme anhigídea)                                                   | Anhinga anhinga                              |
| paotʃitʃi mbrəɪ | marreca | (ave anseriforme da família dos anatídeos)                                    | Dendrocygna arborea                          |
| paotʃitʃi mbrəɪ | picaparra, patinho-de-igapó, patinha | (ave guiforme da família Heliornithidae)                                      | Heliornis fulica                             |
| paotʃitʃi tʃarɛo | colhereiro | (ave ciconiforme, Threskiornithidae)                                          | Platalea                                     |
| parato | mutuca | (díptero, esp.)                                                               |                                              |
| parita | besouro verde comestível, se alimenta de folhas |                                                                               |                                              |
| parita kakə | besouro, que come a folha da pama |                                                                               |                                              |
| patə | camarão | (esp.)                                                                        |                                              |
| patʃi | tabaco; cigarro | (solanácea)                                                                   | Nicotiana tabacum                            |
| patʃi | rapé (tabaco em pó para cheirar) |                                                                               |                                              |
| patʃĩ | carapanã, pernilongo | (díptero, esp.)                                                               |                                              |
| patʃĩ mão | mosquito pequeno |                                                                               |                                              |
| patʃĩɔ mão | tatuquira | (flebótomo, psicodídeo)                                                       |                                              |
| patʃihɐ̃ | angico, paricá | (mimosoídea)                                                                  | Piptadenia sp.                               |
| patʃihɐ̃ ku | árvore de angico |                                                                               |                                              |
| patʃihɐ̃ tʃawa | flor do angico |                                                                               |                                              |
| patʃiku | arapari | (cesalpinoídea)                                                               | Macrolobium acaciifolium                     |
| patʃõ mbrəɪ | tamanduaí | (mamífero desdentado mirmecofagídeo)                                          | Cyclopes didactylus                          |
| patʃori | tamanduá | (mamífero desdentado)                                                         | Myrmecophaga tridactyla                      |
| pɐ̃ɪ̃kuri | gavião, termo genérico |                                                                               |                                              |
| pɐ̃ɪ̃kuri nurɐ̃ʊ | gavião-vermelho |                                                                               |                                              |
| pɐ̃ɪ̃kuri kərɨɔ | gavião-preto |                                                                               |                                              |
| pɐ̃ɪ̃kuri rukrɛ | gavião-real | (ave falconiforme acipitrídea e falconídea)                                   | Harpia harpyja                               |
| pɛra | arara | (genérico; ave psitacídea)                                                    |                                              |
| pɛra wao | arara-vermelha | (ave da família dos psitacídeos)                                              | Ara macao                                    |
| pɛra wao | arara-cabeção | (ave da família dos psitacídeos)                                              | Ara chloroptera                              |
| pɛra ndukutərɛ | amendoim preto, semelhante à lingua da arara |                                                                               |                                              |
| pɛradɨwə | gengibre, mangarataia | (zingiberácea)                                                                | Zingiber officinale                          |
| pə | jia | (anfíbio)                                                                     | Leptodactylus bufonius                       |
| pə | piquiá | (cariocarácea)                                                                | Caryocar villosum                            |
| pəɪkrəɔ | formiga, genérico |                                                                               |                                              |
| pəʊpəʊ | surucuá | (ave da família dos trogonídeos)                                              | Trogon spp.                                  |
| pə̃rɐ̃ɔ | espécie de pium |                                                                               |                                              |
| pə̃rə̃ka | borrachudo cinzento |                                                                               |                                              |
| pə̃rĩto | percevejo sp. |                                                                               |                                              |
| piapia | papagaio-caboclo, papagaio-de-peito-roxo | (ave psitaciforme, da família dos psitacídeos)                                | Amazona farinosa                             |
| piapia | papagaio cinzento | (ave psitaciforme, da família dos psitacídeos)                                | Psittacus erithacus                          |
| piərərə | pinto-do-mato-de-cara-preta | (ave da família dos formicarídeos)                                            | Formicarius analis                           |
| pio | aracu, piau | (peixe)                                                                       | Anostomoides laticeps                        |
| pira | jia | (anfíbio)                                                                     | Physalaemus cuvieri                          |
| pɨɪ kərɨɔ | formiga-saca-saia (formiga-de-correição) |                                                                               |                                              |
| pɨjui | cujubim | (ave da família dos cracídeos)                                                | Pipile pipile                                |
| pokə | cogumelo, um certo tipo comestível avermelhado e liso                                                                                               |                                                                               |                                              |
| popo | coruja; corujinha | (ave estrigídea, sp.)                                                         |                                              |
| popo mbrəɪ | caburé | (pássaro pequeno)                                                             |                                              |
| praɪ ɲikətaɪ | piolho de cobra |                                                                               |                                              |
| praɪ ɲikətaɪ | lacraia, centopéia sp. |                                                                               |                                              |
| puarɔ tʃokə | certo tipo de cipó usado como puçangas |                                                                               |                                              |
| puarɔ | cogumelo, certo tipo branco e comestível |                                                                               |                                              |
| pupu | mãe-da-chuva | (anfíbio)                                                                     | Leptodactylus labyrinthicus                  |
| pupu nurɐ̃ʊ | mãe-da-chuva | (anfíbio)                                                                     | Leptodactylus pentadactylus                  |
| pupu | rã sp. |                                                                               |                                              |
| pupu tʃitʃi | murucututu | (ave estrigídea)                                                              | Pulsatrix perspicillata                      |
| puri | curica | (ave psitaciforme da família dos psitacídeos)                                 | Pionopsitta caica                            |
| puri | maitaca | (ave psitaciforme)                                                            | Pionus menstruus                             |
| rawatʃi | banana | (musácea)                                                                     |                                              |
| rawatʃi rukrɛ | árvore semelhante à bananeira, mas não dá fruto |                                                                               |                                              |
| rawatʃi tʃi rukrɛ | banana comprida |                                                                               |                                              |
| rawatʃi mɐ̃ʊ | banana branca |                                                                               |                                              |
| rĩmbo | japu | (ave icterídea)                                                               | Psarocolius sp.                              |
| rɔrɔ | criação, animal de criação, animal doméstico |                                                                               |                                              |
| rɔwəɪ | amendoim miúdo, bem fechado no pé sp. |                                                                               |                                              |
| taʊ mbrəɪ | tatu-galinha | (mamífero desdentado dasipodídeo)                                             | Dasypus novemcinctus                         |
| tãʊ mbrəɪ | tatu-cabeça-chata | (mamífero desdentado dasipodídeo)                                             | Euphractus sexcinctus                        |
| tãʊ mbrəɪ | tatu-de-rabo-mole | (mamífero desdentado dasipodídeo)                                             |                                              |
| taʊ tʃitʃi | tatu-quinze | (mamífero desdentado dasipodídeo)                                             |                                              |
| tãʊ tʃi | tatu-canastra | (mamífero desdentado dasipodídeo)                                             | Priodontes giganteus                         |
| taɔ | piolho |                                                                               |                                              |
| taɔ | parasitas de galinha |                                                                               |                                              |
| tatʃiɔ | taxi | (cesalpinoídea)                                                               | Tachigali sp.                                |
| təri | cutia | (mamífero roedor)                                                             | Dasyprocta spp.                              |
| təwaɪ | bico-de-brasa | (ave buconídeo)                                                               | Monasa atra                                  |
| tɨbɨrə | poraquê | (peixe elétrico)                                                              | Electrophorus electricus                     |
| tɨri | grilo | (esp.)                                                                        |                                              |
| torɛʊhɛ | papagaio | (ave psitaciforme da família dos psitacídeo)                                  | Amazona spp.                                 |
| torətorə | caba sp. (vespeiro grande) |                                                                               |                                              |
| torõ | buriti | (arecácea)                                                                    | Mauritia flexuosa                            |
| tɔ̃rɔ̃ ku | palmeira | (árvore)                                                                      |                                              |
| tɔrɔtə | pimenta | (solanácea)                                                                   | Capsicum spp.                                |
| tɔrɔtə pɨrɨɔ | pimenta-malagueta |                                                                               |                                              |
| tɔtɔtʃi | urubu | (ave falconiforme da família dos catartídeos)                                 | Cathartes spp.                               |
| tɔtɔtʃi mɐ̃ʊ | urubu-real, urubu-branco | (ave falconiforme da família dos catartideos)                                 | Sarcoramphus                                 |
| trotro | sapo cururu | (anfíbio)                                                                     | Bufo paracnemis                              |
| tukutʃi | pomba spp. | (ave columbiforme da família dos columbídeos)                                 | Columba livia                                |
| tukutʃi | pomba-galega ou pomba-pocaçu | (ave columbídea)                                                              | Columba cayennensis                          |
| tũtũ | cuité | (cucurbitácea)                                                                |                                              |
| tʃɐ̃mboi | algodão | (malvácea)                                                                    | Gossypium barbadense                         |
| tʃɐ̃mbuɪ | lagarta-de-fogo |                                                                               |                                              |
| tʃɐ̃mbuɪ kakə | certo tipo de besouro grande comestível preto; besouro-de-chifre                                                                                    |                                                                               |                                              |
| tʃãndɨkɨɪɔ | gongo do patoá (retirado quando a árvore é derrubada)                                                                                               |                                                                               |                                              |
| tʃakotʃi | coatá | (mamífero primata)                                                            | Ateles paniscus                              |
| tʃakotʃi prika | macaco-barrigudo | (mamífero primata)                                                            |                                              |
| tʃakri | grilo grande preto (dá na roça) |                                                                               |                                              |
| tʃakriɔ | formiga do munduru, vermelha (“formiga cabeção”) |                                                                               |                                              |
| tʃanə̃ka | gongo do aricuri (retirado após a planta ser furada para esse fim – criação do gongo)                                                               |                                                                               |                                              |
| tʃaʊ | arraia | (esp.)                                                                        |                                              |
| tʃaʊ | lagarto, camaleão | (réptil)                                                                      | Iguana iguana                                |
| tʃaʊ rɛ | lagartixa, osga | (réptil, esp.)                                                                |                                              |
| tʃaʊ rɛ | calango | (réptil)                                                                      | Ameiva ameiva                                |
| tʃaʊ rukrɛ | camaleão | (esp.)                                                                        |                                              |
| tʃarapɔ | aracu | (esp.)                                                                        |                                              |
| tʃarɔ | folha |                                                                               |                                              |
| tʃawa | flor |                                                                               |                                              |
| tʃawa | caranguejeira |                                                                               |                                              |
| tʃawa tɨ | pente de macaco (planta da qual se extrai fibra envira)                                                                                             | (esp.)                                                                        |                                              |
| tʃĩmbotʃi | taquara | (bambu sp.)                                                                   |                                              |
| tʃiʔɨ | mel de abelha |                                                                               |                                              |
| tʃiʔɨ kə | cera de abelha |                                                                               |                                              |
| tʃinɐ̃tʃi | imbaúba |                                                                               | Pourouma spp.                                |
| tʃirəɪkɔ | saracura | (ave ralídea)                                                                 | Aramides cajanea                             |
| tʃirikə | periquitinho cara suja, curica | (ave psitaciforme da família dos psitacídeos)                                 | Pyrrhura devillei                            |
| tʃiriri | preguiça |                                                                               |                                              |
| tʃitʃi | milho | (gramínea)                                                                    | Zea mays                                     |
| tʃitʃi | aranha | (genérico)                                                                    |                                              |
| tʃitʃi mbrə | aranha | (esp.)                                                                        |                                              |
| tʃitʃi mbrə rukrɛ | aranha grande | (esp.)                                                                        |                                              |
| tʃitʃimbrəɪ | carrapatinho | (esp.)                                                                        |                                              |
| tʃitʃika | carrapato | (esp.)                                                                        |                                              |
| tʃitʃihã | graúna, chico-preto | (ave icterídea, esp.)                                                         |                                              |
| tʃitʃi kapo | cancão-de-anta | (ave falconiforme)                                                            | Daptrius ater                                |
| tʃitʃiɔ | formiga tucandeira, tocandira |                                                                               | Paraponera clavata                           |
| tʃokə | envira, com boa fibra na entrecasca | (espécie de arbusto da família das timeleáceas)                               | Daphnopsis                                   |
| kora tʃokə | matá matá | (literalmente, envira da onça; lecitidácea)                                   |                                              |
| tʃokə ku | tauari, espécie de envira grossa | (lecitidácea)                                                                 | Couratari pulchra                            |
| tʃokə | linha; cipó; linha de pesca (de nylon) |                                                                               |                                              |
| tʃokə rukrɛ | certo tipo de cipó grande |                                                                               |                                              |
| mbo tʃokə | cipó ambé, utilizado para amarrar flechas | (arácea)                                                                      | Philodendron goeldii                         |
| tʃokə | medula |                                                                               |                                              |
| tɔ̃ɐ̃ tʃokə | gameleira |                                                                               | Ficus sp.                                    |
| tʃokɔ | socó-boi | (ave ciconiforme da família dos ardeídeos)                                    | Tigrisoma lineatum                           |
| tʃokɔ kəriɔ | socó-panema, socó-beija-flor | (ave ciconiforme da família Ardeidae)                                         | Agamia agami                                 |
| tʃokrĩɐ̃ | suindara, rasga mortalha | (ave estrigídea)                                                              | Tyto alba                                    |
| tʃomɛ̃ | ingá | (mimosoídea)                                                                  | Inga spp.                                    |
| tʃonɔ̃ | certo tipo de minhoca avermelhada, de tamanho aproximado a 15-20 cm, que vive na beira dos rios                                                     |                                                                               |                                              |
| tʃorɛ̃ʊ̃ | batata-vermelha (come se cozida e assada, esp.) |                                                                               |                                              |
| tʃorətʃorə | inambu-azul | (ave da família dos tinamídeos)                                               | Tinamus tao                                  |
| tʃorimɐ̃ | batata | (convolvulácea)                                                               | Ipomoea batatas                              |
| tʃowaɪ | guariba | (mamífero primata)                                                            | Alouatta ursina                              |
| tʃowɛwɛ | tucano, do bico preto | (ave ranfastídea)                                                             | Ramphastos spp.                              |
| tʃowɛwɛ ɲiɲi nurɐ̃ʊ | tucano, do bico vermelho | (ave, esp.)                                                                   |                                              |
| tʃowi | inambu-relógio | (ave da família dos tinamídeos)                                               | Crypturellus soui                            |
| tʃi tʃɔ ʔu | sanguessuga | (esp.)                                                                        |                                              |
| tʃuarɔ | bico-de-guará | (musácea)                                                                     | Heliconia sp.                                |
| tʃuɪ | corvo | (esp.)                                                                        |                                              |
| tʃuɪtʃuɪ | gavião-tesoura | (ave falconiforme da família dos acipitrídeos)                                | Elanoides forficatus                         |
| tʃuɪtʃuɪɔ mbrəɪ | andorinha | (ave hirundinídea, esp.)                                                      |                                              |
| tʃura | traíra | (peixe)                                                                       | Hoplias spp.                                 |
| tʃururi | urubuzinho, ave buconídea | (esp.)                                                                        |                                              |
| tʃururi | pica-pau-preto | (ave picídea, esp.)                                                           |                                              |
| tʃuwɛʊ | barata grande | (esp.)                                                                        |                                              |
| ʔuka | sapo | (esp.)                                                                        |                                              |
| ʔuɲĩ | certo tipo de peixe semelhante ao peixe espada |                                                                               |                                              |
| ʔurɨ | udu | (ave momotídea)                                                               | Momotus momota                               |
| ʔurɨ | urutau pequeno | (esp.)                                                                        |                                              |
| ʔurutaʊ | urutau, empréstimo do português | (ave caprimulgiforme)                                                         | Nyctibius spp.                               |
| waɪ | quati | (mamífero carnívoro)                                                          | Nasua nasua                                  |
| waɪrɐ̃ | guaxinim | (carnívoro procionídeo)                                                       | Procyon cancrivorus                          |
| wakanõ tʃitʃi | tuiuiú, jaburu | (ave ciconiforme)                                                             | Jabiru mycteria                              |
| wakanɔ̃ tətə | cegonha | (ave ciconiforme)                                                             |                                              |
| wariri | gato-maracajá | (mamífero carnívoro)                                                          | Felis pardalis                               |
| wariri | gato de casa | (mamífero carnívoro felídeo)                                                  | Felis cattus domesticus                      |
| waroro | macaco-cabeludo | (mamífero primata)                                                            | Pithecia pithecia                            |
| watɐ̃ | pama, fruta vermelha do mato | (morácea)                                                                     | Helicostylis tomentosa                       |
| watɐ̃ hɐ̃ kəɪɨɔ | pama miúda | (esp.)                                                                        |                                              |
| watɔ | acauã | (ave falconiforme)                                                            | Herpetotheres cachinnans                     |
| watʃiʊ | raposa; cachorro-do-mato | (mamífero carnívoro)                                                          | Atelocynus microtis                          |
| wawɔ | perereca sp. | (anfíbio)                                                                     | Osteocephalus taurinus                       |
| wɛrə | gafanhoto | (esp.)                                                                        |                                              |
| wɛrə | murici | (malpighiácea, esp.)                                                          |                                              |
| wɛrərɛ̃ | amendoim muidinho, bem vermelho | (esp.)                                                                        |                                              |
| wɛjɔ | arapuá, abelha grande |                                                                               | Trigona quadripunctata                       |
| wə̃wə̃ | cunauaru | (anfíbio)                                                                     | Phrynohyas resinifictrix/Phrynohyas venulosa |
| wirəwirə kakə | vagalume | (espécie de inseto que aparece à e emite luz)                                 |                                              |
| wiwi | lontrinha | (mamífero carnívoro)                                                          | Lutra longicaudis                            |